# Quaderni di trasmutazione delle specie
I Quaderni di trasmutazione delle specie di Charles Darwin sono una serie di taccuini nei quali il biologo registrò le sue osservazioni e speculazioni teoriche riguardanti l'evoluzione e la trasmutazione delle specie, un concetto che avrebbe successivamente contribuito alla formulazione della sua teoria della selezione naturale.
Questi appunti sono oggi un'importante fonte storica per comprendere il processo scientifico che ha portato Darwin a sviluppare la sua teoria evolutiva, la quale sarebbe stata successivamente pubblicata nel 1859 in L'origine delle specie.

## Storia
Durante il viaggio a bordo del Beagle, Darwin aveva già preso appunti sulle sue osservazioni in vari taccuini da campo, tra cui il famoso taccuino rosso, dove inizialmente si dedicò a speculazioni teoriche, soprattutto su geologia e la formazione delle barriere coralline. Dopo il viaggio, Darwin proseguì il suo lavoro di riflessione su questi temi con altri quaderni, tra cui il taccuino A, B, C, D, e E, etichettandoli con lettere senza un titolo specifico, una prassi che adottava anche l'inventore William Henry Fox Talbot.

### Differenza con i quaderni del Beagle
Gli appunti del Beagle sono le osservazioni di Charles Darwin durante il suo viaggio a bordo della HMS Beagle (1831-1836), dove raccoglieva dati sulla fauna, la flora e la geologia dei luoghi visitati, senza ancora formulare teorie evolutive, ma notando variazioni tra le specie. I quaderni di trasmutazione, scritti tra il 1837 e il 1839, segnano invece il momento in cui Darwin inizia a riflettere sulla possibilità che le specie possano cambiare nel tempo, abbozzando idee sulla selezione naturale e sul "albero della vita", concetti che diventeranno centrali nella sua futura teoria evolutiva. Mentre gli appunti del Beagle rappresentano un lavoro di raccolta empirica, i quaderni di trasmutazione segnano l'inizio della sistematizzazione teorica delle sue idee evolutive.

## Contenuto
Nei quaderni di trasmutazione, Darwin si dedicò a esplorare in dettaglio le sue teorie sulla nascita e l'adattamento delle specie. Le riflessioni contenute in questi quaderni sono fondamentali per comprendere lo sviluppo delle sue idee evoluzionistiche. Il famoso disegno contenuto nel quaderno B mostra un sistema ramificato di discendenza con modificazione, attraverso il quale Darwin dimostrò come le specie potessero essere collegate tra loro in base a un'origine comune, con le forme più antiche situate alla base e i discendenti che si ramificano in modo irregolare. Le linee con un'estremità incrociata rappresentano le specie esistenti, mentre quelle senza rappresentano specie estinte.
I quaderni di Darwin:
- Edinburgh Diary (1826)
- Edinburgh Notebook (1827-9; 1837-9)
- Beagle Field Notebooks (incluso il taccuino delle Galapagos)
- Red Notebook (senza data specificata)
- Notebook A: Geology (1837-9)
- Glen Roy Notebook (1838)
- Notebook B: Transmutation (1837-8)
- Notebook C: Transmutation (1838)
- Notebook D: Transmutation (1838)
- Notebook E: Transmutation (1838-9)
- Torn Apart Notebook (1839-41)
- Notebook M: Metaphysics on Morals & Expression (1838)
- Notebook N: Metaphysics & Expression (1838-9)
- Old and Useless Notes About the Moral Sense & Some Metaphysical Points (1837-40)
- Personal Journal (1838-81)
- Questions & Experiments (1839-44)
- Experiment Book (1855-67)
- Down House Notebook 1.1 (1874-80?)
- Notebook on the Darwin Children (1839-56)
- Books to be Read / Books Read (1838-51)
- Books Read / Books to be Read (1852-60)
- Books [Read] (1838-58)

## Importanza scientifica
Nel settembre del 1838, la lettura del saggio di Thomas Malthus sulle dinamiche della popolazione giocò un ruolo cruciale nel formulare la teoria della selezione naturale, un concetto che Darwin considerò fondamentale per spiegare il processo di evoluzione. Entro il 1840, la maggior parte dei suoi quaderni di trasmutazione era completata, ma il lavoro di riflessione e ricerca non si fermò lì. Dopo aver terminato i quaderni, Darwin passò a un nuovo sistema di appunti, organizzati in cartelle numerate, e molti dei contenuti dei vecchi taccuini furono ritagliati e riordinati in questi nuovi dossier.

## Eredità
Contrariamente a quanto talvolta sostenuto, non c'è prova che i contenuti dei quaderni fossero "segreti", come suggerito da alcune fonti. All'interno delle copertine dei quaderni era presente il nome e l'indirizzo di Darwin, probabilmente nel caso in cui li perdesse. Tuttavia, alcuni taccuini, come i quaderni M e N, che trattano di metafisica e dell'espressione delle emozioni, erano etichettati come "Privati" e contenevano anche annotazioni riguardanti la sua famiglia e i suoi amici.